# Juan Combarel
Maese Juan Combarel (Huesca, mediados del siglo XVI-1610) fue un arquitecto español. La mayoría de las obras que ejecutó se hallan en su patria; más también, debido a su gran maestría, trabajó en Zaragoza, Barbastro y otros puntos.
Obra de él es la iglesia parroquial de Poleñino (Huesca), que hizo teniendo como ayudantes a maese Beltrán Andreu y a Hernando de Abadía, vecinos todos de dicha ciudad. La capitulación o concordia que hizo con los asignados (o Junta llamada de Asignatura) de la universidad y estudio general de su ciudad natal, señores de la citada villa de Poleñino, lleva fecha de 2 de septiembre de 1598. El templo es de estilo Renacimiento, muy esbelto y de armónicas proporciones, que acredita a Combarel como experto maestro. Recibió en pago de su obra la cantidad de 3600 escudos, que equivalen a 73200 sueldos en moneda jaquesa.
En 11 de junio de 1603 tomó a su cargo una obra en la iglesia de la Magdalena, de Huesca, levantando en ella dos arcos con sus estribos y verificando otras reparaciones de importancia, de tal modo que puede afirmarse que la actual nave y la sacristía son de su mano.
En Barbastro ejecutó la iglesia de San Anastasio, en los comienzos del siglo XVII.